# Computerprogramm
Ein Computerprogramm oder kurz Programm ist eine den Regeln einer bestimmten Programmiersprache genügende Folge von Anweisungen (bestehend aus Deklarationen und Instruktionen), um bestimmte Funktionen bzw. Aufgaben oder Probleme mithilfe eines Computers zu bearbeiten oder zu lösen.
Die bekannteste Form von Programmen sind Anwendungsprogramme wie bspw. Apps.

## Überblick

'Computerprogramm', Begriffszusammenhänge und im Sprachgebrauch auftretende Synonyme

Ein Computerprogramm gehört zur Software eines Computers. Es liegt meist auf einem Datenträger als ausführbare Programmdatei, häufig im sogenannten Maschinencode, vor, die zur Ausführung in den Arbeitsspeicher des Rechners geladen wird. Das Programm wird als Abfolge von Maschinen-, d. h. Prozessorbefehlen von dem oder den Prozessoren des Computers verarbeitet und damit ausgeführt.
Computerprogramme entstehen im Rahmen der Softwareentwicklung. Die dabei direkt auf einzelne Programme bezogenen Aktivitäten bezeichnet man im allgemein als Programmierung oder auch als Implementierung. Dabei entsteht zunächst für jedes Programm ein sog. Quelltext, den Programmierer in einer Programmiersprache abgefasst haben. Er besteht aus einer Abfolge von (zumeist der englischen Sprache entnommenen) Anweisungen, die (für Programmierer) im Allgemeinen verständlicher sind (z. B. ADD, SUB, AND, OR) und durch menschliche Benutzer einfacher bearbeitbar sind als der später daraus entstehende Maschinencode.
Damit ein in einer Hochsprache geschriebenes Programm ausgeführt werden kann, muss sein Quellcode in Maschinencode übersetzt werden. Eine Anweisung einer höheren Programmiersprache wird im Allgemeinen in mehrere Maschinenbefehle übersetzt. Der Übersetzungsvorgang wird Kompilierung genannt. Um aus dem Quelltext den Maschinencode zu generieren, wird ein Assembler, Compiler oder Interpreter benötigt. Dieser übersetzt die Anweisungen der Programmiersprache in die semantisch entsprechenden Befehle der Maschinensprache des zu verwendenden Computers.
Der Programmcode kann in Dateien gespeichert werden, die meist durch eine Dateiendung gekennzeichnet sind. Quelltextdateien weisen damit auf die verwendete Hochsprache hin (<programm>.c: ein in C formuliertes Programm). Sie können im Allgemeinen mit einem einfachen Texteditor bearbeitet werden. Eine Datei, die dagegen Maschinencode enthält, besitzt keine oder eine betriebssystemspezifische Endung, die lediglich auf ihre Ausführbarkeit hinweist (<programm>.exe bei MS-DOS und Windows; <programm> bei unixoiden Systemen). Sie kann oft als Kommando in einem Terminal (Eingabeaufforderung) aufgerufen werden. Siehe auch Programmbibliothek.
Im Sprachgebrauch wird Computerprogramm meist zu Programm verkürzt oder der Begriff Software verwendet. Allerdings ist Computerprogramm kein Synonym zu Software; vielmehr ist ‚Software‘ ein IT-Sammelbegriff für Nicht-Hardware, zum Beispiel für Betriebssystem, Datenbank oder für eine komplette, für den Benutzer fertige IT-Anwendung – die Komponenten wie Grafik- und Audiodateien, Schriftarten, Hilfetexte usw. umfassen kann.
Ein größeres Computerprogramm besteht meist aus mehreren Modulen – die entweder zum Programm selbst gehören oder die als Bausteine (Unterprogramme) aus bereits bestehenden Programmbibliotheken bei der Ausführung des Programms benutzt werden. Im umgekehrten Fall können Computerprogramme Teil eines übergeordneten, ein größeres Aufgabengebiet abdeckenden Anwendungssystems sein; Beispiel: Gehaltsabrechnung, Finanzbuchhaltung, Meldewesen. Die Anweisungen, die (als Teil von Programmen) einen konkreten Lösungsweg repräsentieren, werden als Algorithmus bezeichnet; Beispiel: Berechnen der Mehrwertsteuer.
Die Entwicklung von Computerprogrammen ist das Gebiet der Softwaretechnik. Je nach Komplexität der zu entwickelnden Computerprogramme geschieht dies im Rahmen von Projekten. Die Aktivitäten der Beteiligten werden dabei meist unter Anwendung von Vorgehensmodellen, speziellen Methoden und Werkzeugen zur Softwareentwicklung ausgeführt. In den Anfängen der Programmierung wurde – bis zur Entwicklung von Programmiersprachen – ausschließlich in Maschinencode programmiert. Später kamen höhere Programmiersprachen zum Einsatz.
Je komplexer ein Computerprogramm ist, desto anspruchsvoller ist die vorbereitende Planung und desto wichtiger die Erfahrung der ausführenden Programmierer. Bei größeren Programmen kommt es aufgrund mangelnder Planung und Erfahrung der Programmierer oft zu unnötig komplexen und/oder ineffizienten Programmen oder Programmteilen (siehe auch Bloatware).

## Klassifizierungsmöglichkeiten
Neben den für Software im Allgemeinen geltenden Unterscheidungsmerkmalen lassen sich Computerprogramme (als Untervariante von Software) nach den folgenden, beispielhaft genannten Kriterien unterscheiden:
- Quellprogramme (in einer bestimmten Programmiersprache) oder Maschinenprogramme (ausführbar auf bestimmten Plattformen) oder Programme in einem Zwischencode
- Hauptprogramme (aufgerufen über Betriebssystem-Kommandos) oder Unterprogramme (aufgerufen durch andere Programme). Sonderformen treten auf, wenn Programme z. B. über technische Steuerungskomponenten aufgerufen werden, z. B. über serviceorientierte Architekturen, automatisiertes Workflow-Management.
- Stapelprogramme (verarbeiten ‚Stapel‘ von Daten) bzw. Shellskripte oder Dialogprogramme (stehen in Interaktion mit Benutzern, z. B. über Dialoge)
- Nach dem Ort der Speicherung und Programmausführung unterschieden können Programme lokal (auf einem Arbeitsplatzrechner) gespeichert und ausgeführt werden oder auf einem Server installiert sein und trotzdem lokal (nach dem Laden über eine Online-Verbindung) ausgeführt werden oder nur auf dem Server gespeichert und dort auch ausgeführt werden. Bei verteilten Anwendungen werden Programmteile auf unterschiedlichen Rechnern ausgeführt, z. B. die Geschäftslogik und Datenhaltung im Server, Funktionen der Benutzeroberfläche am lokalen Rechner; im rein technischen Sinn stehen hierbei verschiedene Programme miteinander in Verbindung.

## Geschichte

### Die Analytische Maschine von Charles Babbage
Charles Babbage stellte bereits 1832 einen Demonstrator seiner Differenzmaschine No. 1 vor, verfolgte ab 1834 jedoch das Konzept einer per Dampfkraft betriebenen Rechenmaschine für die allgemeine Anwendung, die er englisch „Analytical Engine“ nannte, „Analytische Maschine“. Diese hätte per Lochkarten programmiert werden können, unterschiedliche Rechnungen durchzuführen, sodass die Auswertung polynomialer Funktionen (die alleinige Funktion der Differenzmaschine) nur ein Programm unter vielen gewesen wäre.
Für die Entwicklung seiner universellen Rechenmaschine brachte Charles Babbage zwischen 1837 und 1840 insgesamt 27 Programme zu Papier. Einige der Designentscheidungen für die Analytischen Maschine lassen sich direkt im Quelltext der Programme nachvollziehen. So hat die Analytische Maschine bereits eine Trennung zwischen Speicher und Rechenwerk, was charakteristisch für Computer seit den 1940er Jahren ist. Obwohl nie gebaut, gilt die Analytical Engine damit als der erste Computer der Geschichte, oder zumindest als dessen Vorläufer nach der Definition einer Universellen Rechenmaschine (englisch multipurpose computing machine) nach Alan Turing.
Seine Notizen, die auch die Programme beinhalten, blieben unveröffentlicht und wurden 1937 wiederentdeckt. Die Quelltexte der Programme selbst wurden erst 1982 erstmals untersucht. Die Notizen von Charles Babbage zur Analytical Engine sind in den ‚babbage papers‘ des Science Museums von London frei, als Open Access, abrufbar.
Das erste Programm trägt den 4. August 1837 als Datum und befasst sich mit Simultangleichungen der Cramerschen Regel. Einige der späteren Programme sind relativ komplex, wie z. B. die Multiplikation von zwei Polynomen. Der Code enthält bereits Indirekte Adressierung und den bedingten Sprung (IF-THEN-ELSE-Befehle).

### Das erste veröffentlichte Computerprogramm von Ada Lovelace
Ada Lovelace, Tochter des britischen Dichters Lord Byron, traf Charles Babbage 1833 und unterhielt mit ihm bis zu ihrem Tod 1852 eine Freundschaft. Ab ca. 1841 arbeitete sie mit ihm zusammen an der Analytischen Maschine.
1843 übersetzte sie ein Manuskript des italienischen Ingenieurs Luigi Federico Menabrea über die Analytical Engine ins Englische, versah die Übersetzung jedoch mit zahlreichen zusätzlichen Anmerkungen zum konzeptionellen Unterschied zwischen Babbage’s Differenzmaschine und der Analytischen Maschine. Dazu schrieb sie auch ein Programm, das die Bernoulli-Zahlen berechnet. Es ist die weltweit erste Publikation eines Computerprogramms, wodurch Ada Lovelace als die erste Programmiererin gilt.
Die 1980 veröffentlichte Programmiersprache Ada ist nach Ada Lovelace benannt.

### Erste Programme auf Lochstreifen
In den Jahren 1936 bis 1941 entwarf Konrad Zuse die Rechner Z1 und Z3, die lange Befehlsfolgen auf einem Lochstreifen verarbeiteten, die ersten Computerprogramme, die auf realen Maschinen ausgeführt werden konnten. Die Rechner beherrschten die vier Grundrechenarten und Quadratwurzelberechnungen auf binären Gleitkommazahlen, der Lochstreifen enthielt jeweils eine Rechenoperation und eine Speicheradresse.
Auf Zuse geht auch die erste höhere Programmiersprache Plankalkül zurück. Damit lassen sich Probleme maschinenunabhängig formulieren und später in eine maschinenlesbare Form überführen.

### Programme im Arbeitsspeicher
Der EDVAC-Rechner, der auf einem Entwurf von John von Neumann aus dem Jahre 1945 basiert, hatte einen Quecksilber-Verzögerungsspeicher für 1024 Fest- oder Gleitkommazahlen mit jeweils 44 Bit. Jede Speicherzelle konnte statt einer Zahl auch einen Befehl aufnehmen. Bei diesem Rechnerkonzept war es möglich, die Befehle eines Computerprogramms vor der Ausführung zuerst in den Arbeitsspeicher zu übertragen. Das ist heute noch üblich. EDVAC wurde jedoch erst im Jahr 1951 teilweise fertiggestellt. Der Demonstrationsrechner Manchester SSE und der auf dem EDVAC aufbauende EDSAC-Rechner hatten schon vorher Programme aus dem Arbeitsspeicher ausgeführt.

### Höhere Programmiersprachen und Compiler
Ende der 1950er-Jahre wurden Computer so leistungsfähig, dass spezielle Programme, Compiler genannt, Quelltexte in höheren Programmiersprachen automatisch in Maschinenbefehle, also ausführbare Programme, übersetzen konnten. Ausführbare Programme können dann, wie beim EDVAC, in den Speicher geladen und abgearbeitet werden.
Mit Fortran, COBOL, ALGOL und LISP entstanden in den späten 1950er-Jahren die ersten standardisierten höheren Programmiersprachen. Programme in diesen Sprachen laufen, durch einen entsprechenden Compiler übersetzt, auf unterschiedlichen Rechnern. Sie können teilweise auch noch auf modernen Computern eingesetzt werden.

## Vom Algorithmus zum Programm

### Berechnung des größten gemeinsamen Teilers
Es soll ein Programm zur Bestimmung des größten gemeinsamen Teilers (ggT) zweier Zahlen erstellt werden. Zunächst muss ein geeigneter Algorithmus gefunden werden.
Der Euklidische Algorithmus, der bereits um 300 v. Chr. beschrieben wurde, ermittelt den größten gemeinsamen Teiler (ggT) zweier natürlicher Zahlen a und b:
1. Sei a die größere der beiden Zahlen a und b.
Wenn a kleiner als b ist, dann vertausche die Zahlen.
2. Setze a auf den Wert a - b.
3. Wenn a und b ungleich sind, dann fahre mit Schritt 1 fort.
Wenn a und b gleich sind, dann ist der Algorithmus beendet.
Diese Zahl ist der größte gemeinsame Teiler.

### Verwendung einer Programmiersprache
Sobald eine formale Beschreibung eines Algorithmus, also eine genau definierte Verarbeitungsvorschrift, vorliegt, kann der Algorithmus umgesetzt (implementiert) werden. Dazu wird eine geeignete Programmiersprache ausgewählt.
Zur Umsetzung wird heute meist eine höhere Programmiersprache verwendet, die von einem Computer eventuell nicht direkt ausgeführt werden kann, sondern zuerst kompiliert oder interpretiert werden muss.
In Sprachen wie Pascal dienen Variablen, Ausdrücke, Vergleiche, Zuweisungen und Kontrollstrukturen zur Umsetzung des ggT-Algorithmus:
```
while
 
a
 
<>
 
b
 
do
         
// Schritt 3: solange a ungleich b

begin

    
if
 
b
 
>
 
a
 
then
       
// Schritt 1: falls b größer als a

    
begin

        
temp
 
:=
 
a
;
      
// a und b vertauschen

        
a
 
:=
 
b
;

        
b
 
:=
 
temp
;

    
end
;

    
a
 
:=
 
a
 
-
 
b
;
         
// Schritt 2: a durch a - b ersetzen

end
;

```

### Berücksichtigung aller Sonderfälle
Bei der Umsetzung wird mit der Prüfung von Schritt 3 begonnen. Der ursprüngliche Algorithmus berücksichtigt nicht den Fall, dass a und b bereits zu Beginn gleich sein können. Wäre es die Aufgabe, den größten Teiler von 103 und 103 zu finden, würde ein Mensch sofort das Ergebnis 103 nennen, er würde den Algorithmus gar nicht bemühen. Der originale Algorithmus würde aber null ergeben. Die Umsetzung auf einem Rechner muss auch alle Sonderfälle berücksichtigen. Durch das Vorziehen von Schritt 3 wird der Sonderfall hier korrekt behandelt.

### Elementare Schritte
Pascal und andere Programmiersprachen besitzen keine Operation zum Vertauschen von Zahlen. Dies muss daher in elementarere Schritte umgesetzt werden. Die zusätzliche Variable temp, eine sogenannte Hilfsvariable, erlaubt die Vertauschung mit Hilfe von drei Zuweisungen:
```
temp
 
:=
 
a
;
      
// Wert von a in der Hilfsvariablen temp retten

a
 
:=
 
b
;
         
// a mit dem Wert von b überschreiben

b
 
:=
 
temp
;
      
// b mit dem Wert von temp überschreiben

```

Auch dies ist ein kleiner Algorithmus.

### Ein vollständiges Programm
Damit daraus ein korrektes Programm wird, muss der Algorithmus noch um Ein- bzw. Ausgabeanweisungen, oft jedoch auch um Variablen und eine Programmstruktur ergänzt werden. Diese sind nicht Teil des eigentlichen Algorithmus:
```
program
 
Ggt
;
                        
// Programmkopf

    
var
 
a
,
 
b
,
 
temp
:
 
Integer
;
        
// Variablendefinition

begin

    
ReadLn
(
a
,
 
b
)
;
                   
// Eingabe von a und b

    
while
 
a
 
<>
 
b
 
do
                 
// Euklidischer Algorithmus

    
begin

        
if
 
b
 
>
 
a
 
then

        
begin

            
temp
 
:=
 
a
;

            
a
 
:=
 
b
;

            
b
 
:=
 
temp
;

        
end
;

        
a
 
:=
 
a
 
-
 
b
;

    
end
;

    
WriteLn
(
a
)
;
                     
// Ausgabe von a

end
.
                                
// Programmende

```

### Übersetzung und Ausführung
Ein solches Programm wird unter Verwendung eines Texteditors erstellt und als Quellcode in einer Datei oder Programmbibliothek (für Quellcode) gespeichert. Anschließend kann der Quellcode zu einer festen Ablaufanweisung für den Computer 'übersetzt’ werden. Hierzu ist ein Compiler erforderlich, der den Code aus der jeweiligen Programmiersprache in die Maschinensprache übersetzt und als Ergebnis ein ausführbares Programm erstellt, welches als Datei oder in einer Programmbibliothek (für ausführbare Programme) abgelegt wird. Dieses Programm kann dann über ein Betriebssystem als Prozess gestartet werden, und zwar beliebig oft (ohne neue Übersetzung). Solch ein einzelner laufender Prozess eines Programms wird auch Programminstanz genannt.
Einige Programmiersprachen verwenden keinen Compiler, sondern einen Interpreter, der Programme erst zur Laufzeit in Maschinensprache übersetzt.
Eine weitere Möglichkeit besteht in der Verwendung von Zwischencode (Bytecode), der vom Compiler an Stelle des Maschinencodes generiert wird. Ein Beispiel dafür ist Java: Der Java-Compiler erzeugt Bytecode, welcher dann auf der sogenannten virtuellen Maschine ausgeführt wird. Die virtuelle Maschine interpretiert oder übersetzt dann den Bytecode für das darunterliegende Betriebssystem.
Ebenso muss in manchen Rechnerumgebungen, in der Regel bei Großrechnern, der vom Compiler erstellte Maschinencode noch mit einem Systemprogramm ('Linkage Editor' o. ä.) nachbearbeitet werden, wobei ggf. weitere Unterprogramme und Systemroutinen 'eingebunden' werden können. Erst so ist das entstandene Programm ausführbar.
Mittels spezieller Programme, sogenannter Decompiler, ist es in begrenztem Maße möglich, aus dem Maschinencode wieder einen in Hochsprache lesbaren Quelltext zu erzeugen.

### Lebensphasen
Programme haben mindestens zwei klar getrennte Lebensphasen: Der Zeitraum bis zum Zeitpunkt der Kompilierung (inklusive) wird Compilezeit genannt, welche im Gegensatz zur Laufzeit steht. In der Compilezeit-Phase hat das Programm statische Eigenschaften, gegeben nur durch den festen Quellcode. Nach der Kompilierung und mit der Ausführung besitzt das binäre Programm dynamische Eigenschaften und Verhalten in zusätzlicher Abhängigkeit der jeweiligen Laufzeitumgebung (variierende Hardware, User-Interaktion etc.).
In umfassenderen Sinn lassen sich Lebensphasen von Programmen auch als Software-Lebenszyklus verstehen. Demnach gehören zur inhaltlich präzisen Festlegung des Programm-Inhalts die Projektphasen Problemstellung, Analyse und Entwurf, anschließend folgt die technische Implementierung, in der das Programm in Form von Quelltext entsteht. Danach befindet es sich in der Phase Einführung. Nach diesen Entstehungsphasen von Programmen folgt deren produktive Nutzung, bei Bedarf werden Anpassungen und Erweiterungen (Wartungs-/Pflegephase) vorgenommen.
Aus betriebswirtschaftlicher Sicht lassen sich auch Computerprogramme nach dem allgemeinen Produktlebenszyklus klassifizieren.

## Urheberschutz
Ein Computerprogramm wird urheberrechtlich geschützt, wenn es individuelles Ergebnis einer eigenen geistigen Schöpfung ihres Urhebers ist (§ 69a Abs. 3 UrhG). Mit Umsetzung der Urheberrechtsrichtlinie aus dem Jahre 2001 wurde die Schutzschwelle für Computerprogramme in den EG-Mitgliedsstaaten harmonisiert. Es genügt ein Minimum an Individualität für den Schutz (Kleine Münze). Es wird vermutet, dass sich die Individualität des Urhebers im Programm niedergeschlagen hat, wenn Spielraum dazu bestand. Geistiger Gehalt wird vermutet, wenn das Programm von einem menschlichen Urheber geschaffen wurde.
Entwicklung
In der Bundesrepublik erfolgte die gesetzliche Anerkennung des Urheberrechtsschutzes 1985; die Rechtsprechung hielt ihn schon vorher für möglich.
1991 folgte die Richtlinie 91/250/EWG über den Rechtsschutz von Computerprogrammen, 1993 gesetzliche Regelungen in Österreich und der Schweiz sowie 1996 in Liechtenstein.
In der DDR hatte die Rechtsprechung 1979 die urheberrechtliche Schutzfähigkeit verneint, jedoch konnte in Wirtschaftsverträgen über wissenschaftlich-technische Leistungen die Vergabe von Software durch andere Partner als die erarbeitende Wirtschaftseinheit ausgeschlossen werden.